# 林菌孔菌属
林菌孔菌属（学名：Mycolindtneria）是冠孢革菌科下的一个属。现接受名为林氏孔菌属（Lindtneria Pilát）。

## 下属物种
本属包括以下物种：
- 黄林菌孔菌 Mycolindtneria flava
- 糙孢林菌孔菌 Mycolindtneria trachyspora